# Deerlijk
Deerlijk là một đô thị ở tỉnh Tây Flanders. Thị trấn này chỉ gồm thị trấn Deerlijk proper. Tại thời điểm ngày 1 tháng 1 năm 2006, Deerlijk có dân số 11.310 người. Tổng diện tích là 16,82 km² với mật độ dân số là 673 người trên mỗi km².